# Cheng Jiaxin

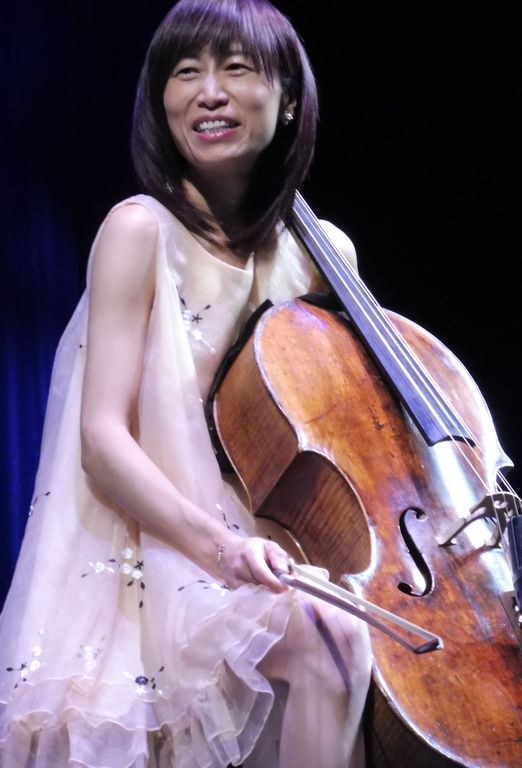
Cheng Jiaxin, 2018

Cheng Jiaxin (chinesisch 程嘉欣, Pinyin Chéng Jiāxīn; * 2. Oktober 1974) ist eine chinesische Cellistin.

## Leben und Karriere
Cheng besuchte bis 1997 das Musikkonservatorium in Shanghai. Sie hatte bereits Auftritte mit dem Sinfonieorchester Shanghai, verließ dann aber China für weitere Studien in Neuseeland, wo sie 2001 ihren Master-Abschluss an der University of Auckland erlangte.
Während ihres Aufenthalts in Neuseeland war Cheng Solocellistin des Auckland Chamber Orchestra und spielte regelmäßig sowohl mit dem Auckland Philharmonia Orchestra als auch dem New Zealand Symphony Orchestra. Mit dem Auckland Symphony Orchestra spielte sie Cellokonzerte von Dvorak, Elgar und Lalo. Cheng war auch ein Gründungsmitglied des Aroha String Quartets.
Seit 2007 lebte Cheng in London, wo sie mehrere Liederabende gab. Ihr Auftritt im April 2008 am Her Majesty’s Theatre zusammen mit Andrew und Julian Lloyd Webber wurde als „das emotionale Highlight des Abends“ beschrieben. Sie trat im April 2011 als Solistin in der Royal Festival Hall und mit Julian Lloyd Webber auf BBC Radio 3, Classic FM, CNN Global TV und BBC TV auf. Von ihnen wurden Aufnahmen für Universal Classics und Naxos gemacht. Für 2013 sind weitere Aufnahmen und Tourneen mit dem European Union Chamber Orchestra geplant.
Chengs erste Aufnahme mit dem Cellisten Julian Lloyd Webber, die im März 2011 veröffentlicht wurde, war Menottis Arioso für zwei Violoncelli und Streicher und wurde auf dem Album The Art of Julian Lloyd Webber vorgestellt.
Cheng Jiaxin ist mit dem Cellisten Julian Lloyd Webber verheiratet. Sie haben eine Tochter (* 2011).